# Walckenaeria digitata
Walckenaeria digitata är en spindelart som först beskrevs av James Henry Emerton 1913.  Walckenaeria digitata ingår i släktet Walckenaeria och familjen täckvävarspindlar. Inga underarter finns listade i Catalogue of Life.